# أوركيديا (مسلسل)
أوركيديا مسلسل تاريخي سوري عرض في رمضان 1438 هـ الموافق 2017م وإخراج حاتم علي وإنتاج إيبلا الدولية للانتاج السينمائي والتلفزيوني. يعتبر العمل متخيل بزمان ومكان افتراضيين، يعالج قصص تتضمن حروب الممالك وأطماع الحكم والنفوذ والثأر والاجتياح والهروب، والكر والفر في مفاصل السلطة ومؤامرات أروقتها وشخوصها، والنزاعات مع الداخل والخارج، إضافة إلى سؤال دائم حول اليد العليا في علاقة القدر والإنسان.

## قصة المسلسل
تدور أحداث المسلسل التلفزيوني المؤلف ثلاثين حلقة حول «عتبة بن الأكثم» باسل خياط الذي يفر مع أخته «رملة» إيميه صياح ووالدتهما إلى ملك سامارا «إنمار» جمال سليمان، بعدما اجتاح ملك أشوريا «الجنابي» سامر المصري مملكتهم أوركيديا قاتلاً الوالد الملك، ليبدأ رحلة الثأر واستعادة حكم والده.

## بطولة
- باسل خياط: ملك أوركيديا عتبة.
- جمال سليمان: ملك سامارا أنمار.
- سامر المصري: ملك آشوريا الجنابي.
- إيميه صياح: رملة بنت الأكثم.
- يارا صبري: الملكة الفارعة.
- عابد فهد: سيف العز نائب الملك الجنابي.
- سلوم حداد: براء الحكيم.
- سلافة معمار: الملكة الخاتون.
- مي سكاف: العرافة الكاف.
- قيس الشيخ نجيب: الأمير نامق.
- معتصم النهار: الأمير ظافر.
- واحة الراهب: الملكة بادية.
- سامر إسماعيل: وائل.
- إياد أبو الشامات: رشيد.
- يحيى هاشم: الأمير فاتك.
- نورا العايق الأميرة ليلى.
- أسماء قرطبي: الأميرة عاتكة.
- نور أحمد: الجارية لبيبة.
- ريم معروف: الجارية ماريا.
- ربى الحلبي: الجارية بنان.
- مارغو حداد: سارة.
- رشا بن معاوية: الجارية براءة.
- ريم نصر الدين:سارية.